# Chuck the Plant
Chuck the Plant is een van de mascottes in diverse spellen van LucasArts. Hij is belangrijk omdat hij steeds opduikt als een red herring: een dwaalspoor of misleidende hint. De plant duikt ook op in computerspellen van andere bedrijven, maar wordt daar omwille van licentieredenen meestal anders genoemd. Toch is de connectie met Chuck steeds overduidelijk en wordt hij ook altijd als red herring gebruikt. Chuck en consorten behoren tot de bekendste red herrings in computerspellen.

## Intrede van Chuck
De plant Chuck doet zijn intrede in het spel Maniac Mansion van LucasArts, waar hij een plaats heeft in de bibliotheek. De naam “Chuck” komt tevoorschijn wanneer men de plant aanklikt. Aangezien men een actie kan doen met de plant, krijgt de speler de indruk dat hij ook daadwerkelijk iets moet doen met dit item. In werkelijkheid staat de plant er enkel ter decoratie en heeft hij geen enkel nut.
Chuck wordt nogal eens verkeerdelijk aanzien als een gemuteerde vleesetende plant. Deze vleesetende plant is ook een item in het spel Maniac Mansion, maar heeft in tegenstelling tot Chuck wel een functie. Deze vleesetende plant komt niet meer voor in andere spellen.
Men moet Chuck ook niet verwisselen met het LucasArts-personage LeChuck, hoewel de plant Chuck hilarisch genoeg soms ook de naam LeChuck-plant krijgt.

## Ontstaan van Chuck
General manager van LucasArts, Steve Arnold, had de running gag om regelmatig bij zijn medewerkers na te vragen om een personage met de naam Chuck op te nemen in één of meerdere spellen. Spelmakers Ron Gilbert en Gary Winninck wilden uiteindelijk nog wel een Chuck opnemen in Maniac Mansion, maar er was eigenlijk geen plaats meer voor. Daarom besloten ze om een van de planten in het spel Chuck te noemen. Daarmee was de vraag van Steve Arnold afgehandeld en vervolgens dook Chuck daarna nog op in verschillende andere spellen.